# Сенат Італії
Сенат Республіки Італії — верхня палата італійського парламенту.

## Склад
Сенату налічує 200 сенаторів (senatori), 196 з яких обираються на італійських округах, а 4 — за кордоном. Особливістю є те, що колишні президенти країни є довічними членами Сенату. Віковий ценз становить 40 років. Крім того, Президент може призначити до Сенату довічно 5 осіб з числа почесних громадян, які прославили батьківщину досягненнями в галузі науки, літератури, мистецтва. 

## Діяльність
До компетенції Сенату входить оголошення стану війни і наділення Уряду необхідними повноваженнями, ратифікація міжнародних договорів.
26 липня 2023 року, Сенат Італії визнав Голодомор в Україні (1932—1933) геноцидом українців.